# Esplorazione europea dell'Australia
Con il termine esplorazione europea dell'Australia si fa riferimento ai viaggi dei navigatori e alle perlustrazioni degli esploratori fatte in Australia nel corso di molti decenni.
Si ritiene che l'Australia sia stata scoperta nel 1770 dal luogotenente (successivamente capitano) della Royal Navy James Cook, bisogna precisare che costui è stato semplicemente uno dei tanti esploratori europei ad aver avvistato ed essere sbarcato sul nuovissimo continente, ben 164 anni dopo il primo sbarco documentato. Non per questo l'esplorazione dell'Australia ebbe fine con Cook: gli esploratori continuarono per mare e per terra ad esplorare il continente anche per molti anni dopo l'insediamento britannico.

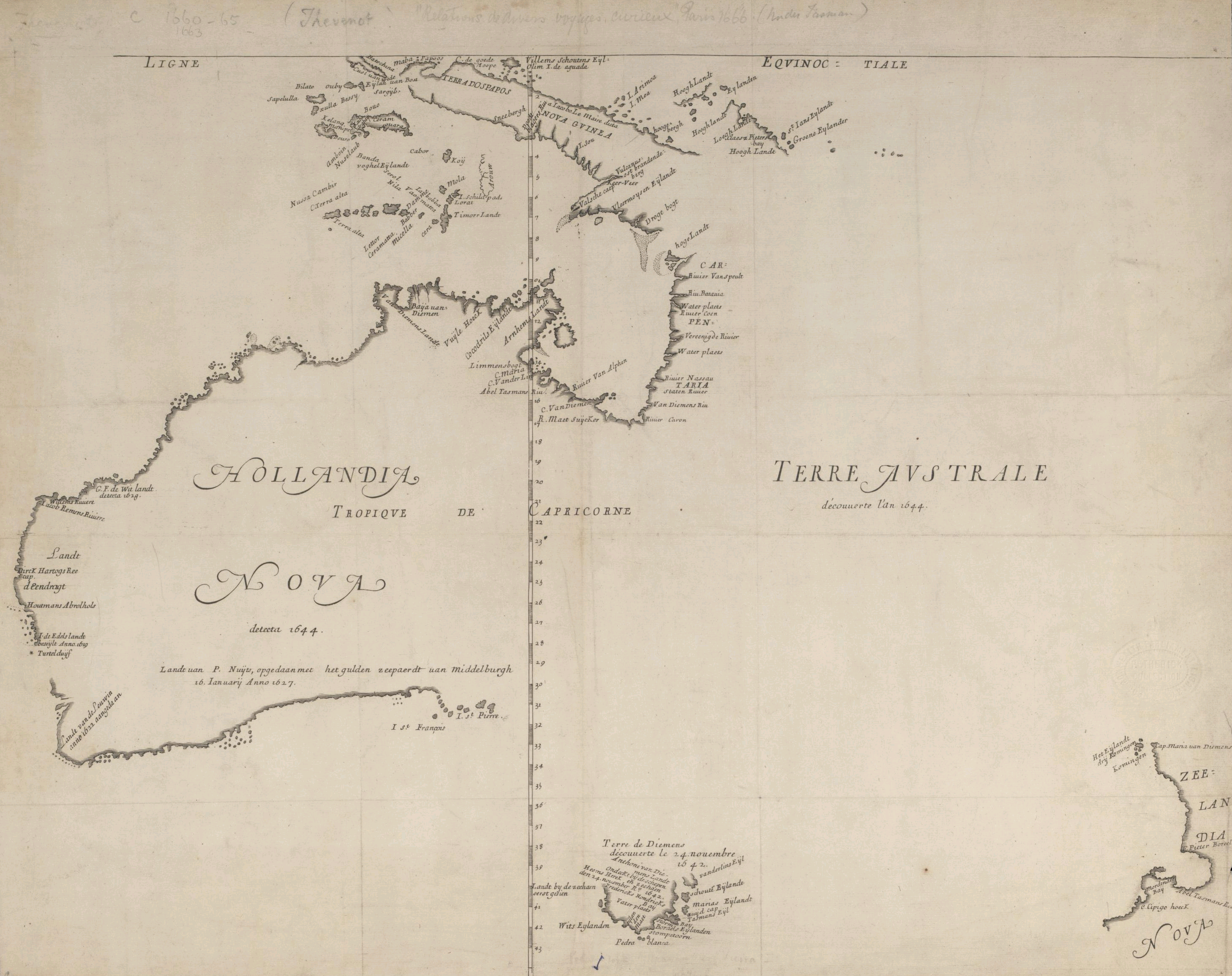
Hollandia Nova, mappa del 1659 disegnata da Joan Blaeu

## I primi avvistamenti europei
Anche se è possibile che Luis Váez de Torres, al soldo della Corona spagnola, abbia avvistato l'Australia mentre attraversava lo Stretto di Torres nel 1605, il primo sbarco documentato sulle coste australiane si ebbe nel 1606 per opera del navigatore olandese Willem Janszoon, a bordo della Duyfken.
Sono state avanzate alcune ipotesi su scoperte precedenti a quella di Janszoon, in particolare riguardo ad alcune esplorazioni di navigatori portoghesi. Le prove a sostegno di questa teoria, in particolare di Kenneth McIntyre, comprendono i dipinti su roccia di quello che sembra essere il tipo di navi utilizzate dai portoghesi, il mistero della nave di mogano (Mahogany Ship), le chiavi incastonate nella roccia rinvenute a Geelong, le monete trovate sulle coste dello stato Victoria e le mappe di Dieppe. Si tratta comunque di prove non accettate dalla maggioranza degli storici.

## Esplorazione olandese del XVII secolo
Le esplorazioni più importanti dell'Australia fatte nel corso del XVII secolo furono opera degli olandesi. La Compagnia Olandese delle Indie Orientali aveva forti scambi commerciali con le isole che oggi fanno parte dell'Indonesia e che quindi erano molto vicine all'Australia. Nel 1606, Willem Janszoon avvistò e disegnò le coste della penisola di Capo York. La nave sbarcò sul fiume Pennefather nel golfo di Carpentaria: si tratta del primo sbarco documentato di un europeo sul suolo australiano. Altri esploratori olandesi furono Dirk Hartog, che sbarcò lungo le coste occidentali dell'Australia, lasciandovi un piatto di peltro con incisa la data del suo sbarco e Abel Tasman, che ha dato il proprio nome all'isola di Tasmania, che egli stesso aveva originariamente chiamato Terra di Van Diemen in onore del governatore generale della Compagnia Olandese delle Indie Orientali. Le mappe di questo periodo e dell'inizio del XVIII secolo, anziché Australia, spesso riportano il nome di Nuova Olanda, proprio a motivo dei viaggi fatti dagli esploratori olandesi.
| Anno      | Esploratore                         | Nave/i                        | Zone esplorate                                                              |
| --------- | ----------------------------------- | ----------------------------- | --------------------------------------------------------------------------- |
| 1605-1606 | Willem Janszoon                     | Duyfken                       | Golfo di Carpentaria, penisola di Capo York (Queensland)                    |
| 1616      | Dirk Hartog                         | Eendracht                     | area di Shark Bay, Australia Occidentale                                    |
| 1619      | Frederick de Houtman e Jacob d'Edel | Dordrecht e Amsterdam         | Avvistò la costa nei pressi di Perth, Australia Occidentale                 |
| 1623      | Jan Carstensz                       | Pera e Arnhem                 | Golfo di Carpentaria, fiume Carpentier                                      |
| 1627      | François Thijssen                   | het Gulden Zeepaerdt          | 1800 km della costa sud dal capo Leeuwin a Ceduna                           |
| 1642-1643 | Abel Tasman                         | Heemskerck e Zeehaen          | Terra di Van Diemen, successivamente ribattezzata Tasmania                  |
| 1696-1697 | Willem de Vlamingh                  | Geelvink, Nyptangh e Wezeltje | Isola di Rottnest, fiume Swan, isola di Dirk Hartog (Australia Occidentale) |

Un capitano olandese di questo periodo, non un esploratore in senso stretto ma che comunque merita di essere menzionato, fu Francisco Pelsaert, capitano della Batavia, che naufragò al largo della costa occidentale dell'Australia nel 1629.
La mappa di Joan Blaeu del 1659 mostra il contorno dell'Australia così come ricavato in base alle diverse esplorazioni olandesi della prima metà del XVII secolo.

## 1700-1769
Durante il XVIII secolo, la conoscenza delle coste australiane aumentò gradualmente per merito di esploratori come William Dampier.

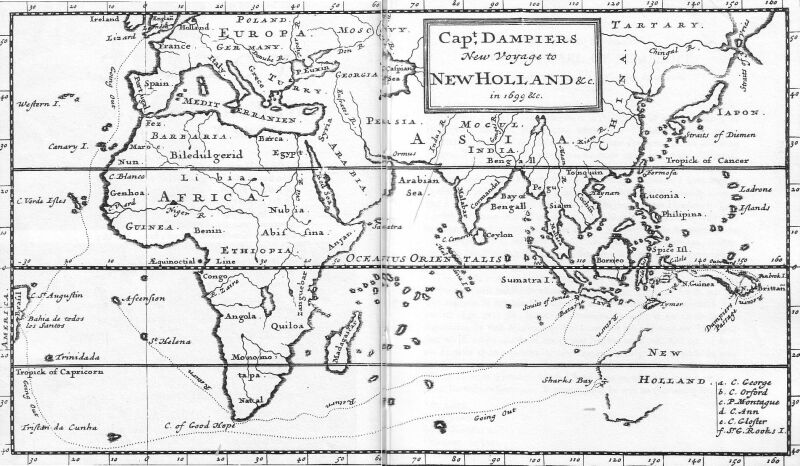
Mappa del viaggio di William Dampier.

## 1770: la spedizione di Cook

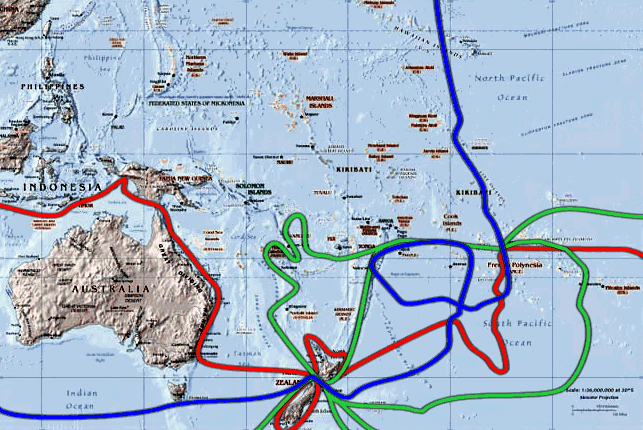
Il primo viaggio di James Cook mostrato in rosso

Nel 1768, il luogotenente britannico James Cook fu mandato dall'Inghilterra in spedizione nell'Oceano Pacifico, con l'obiettivo di osservare il transito di Venere da Tahiti: Cook navigò verso occidente a bordo della HM Bark Endeavour attraverso Capo Horn, arrivando a destinazione nel 1769. Durante il viaggio di ritorno, egli continuò l'esplorazione del Pacifico meridionale, alla ricerca dell'ipotetico continente denominato Terra Australis.
Raggiunse dapprima la Nuova Zelanda, proseguendo poi verso occidente fino ad avvistare, il 20 aprile 1770, l'angolo sud-orientale del continente australiano: fu la prima spedizione europea documentata a raggiungere la costa orientale. Continuò quindi la navigazione verso nord, tracciando e ribattezzando molti luoghi durante il viaggio.
Osservò come Botany Bay potesse rappresentare un'ottima zona portuale, adatta per un insediamento, effettuando il 29 aprile il suo primo sbarco. Proseguendo la navigazione lungo la costa, l'Endeavour si arenò nei bassifondi della Grande barriera corallina (vicino all'attuale Cooktown), dove si dovette procedere alla sua riparazione.
Il viaggio riprese, raggiungendo infine lo stretto di Torres e quindi Batavia (oggi Giacarta, Indonesia) nelle Indie orientali olandesi. La spedizione tornò in Inghilterra attraverso l'Oceano Indiano e il capo di Buona Speranza.
Della spedizione di Cook faceva parte anche il botanico Joseph Banks, in onore del quale sono stati ribattezzati molti luoghi geografici ed anche una pianta nativa dell'Australia.
Il suo resoconto sulla scoperta delle coste australiane, in concomitanza con la perdita delle colonie penali inglesi in America a seguito della sua indipendenza, e con la crescente preoccupazione delle attività francesi nel Pacifico, portarono nel 1788 alla fondazione della colonia di Port Jackson.

## Esploratori francesi del XVIII secolo
Marc-Joseph Marion du Fresne visitò la Terra di Van Diemen nel 1772, incontrando per primo gli aborigeni della Tasmania (sfuggiti invece alla vista di Abel Tasman). Jean-François de Galaup, comte de La Pérouse visitò Botany Bay nel 1788. Antoine Bruni d'Entrecasteaux scoprì Esperance nell'attuale Australia Occidentale, nonché il canale D'Entrecasteaux e gli estuari di Derwent e Huon nella Terra di Van Diemen. La sua spedizione diede vita alla pubblicazione della prima flora generale della Nuova Olanda.

## Ulteriori esplorazioni via mare
Il tracciamento delle coste dell'Australia continuò nel XIX secolo. Matthew Flinders fu uno dei più importanti esploratori di questo periodo e fu il primo a circumnavigare il continente.
| Quando    | Chi                                                                                | Nave/i                              | Dove |
| --------- | ---------------------------------------------------------------------------------- | ----------------------------------- | --- |
| 1773      | Tobias Furneaux                                                                    | la Adventure                        | Costa meridionale e orientale della Tasmania                                                                            |
| 1776      | James Cook                                                                         | la Resolution                       | Tasmania del sud |
| 1788      | Jean-François de La Pérouse                                                        | la Astrolabe e la Boussole          | incontrarono la Prima flotta in Botany Bay                                                                              |
| 1796      | Matthew Flinders                                                                   | la Tom Thumb                        | Navigazione costiera intorno Sydney                                                                                     |
| 1798      | Matthew Flinders e George Bass                                                     | la Norfolk                          | circumnavigazione della Tasmania                                                                                        |
| 1801-1802 | Nicolas Baudin, accompagnato da Thomas Vasse e numerosi naturalisti (vedere oltre) | La Le Géographe e la Le Naturaliste | costa orientale; incontrò Flinders ad Encounter Bay, la quale baia prende tale nome proprio a seguito del loro incontro |
| 1801      | John Murray                                                                        | Lady Nelson                         | Stretto di Bass; scoperta di Port Phillip                                                                               |
| 1802      | Matthew Flinders                                                                   | la Investigator                     | circumnavigazione dellAustralia                                                                                         |
| 1817      | Phillip Parker King accompagnato da Frederick Bedwell                              | la HMS Mermaid                      | circumnavigazione dell'Australia; tracciamento della costa nord-occidentale                                             |

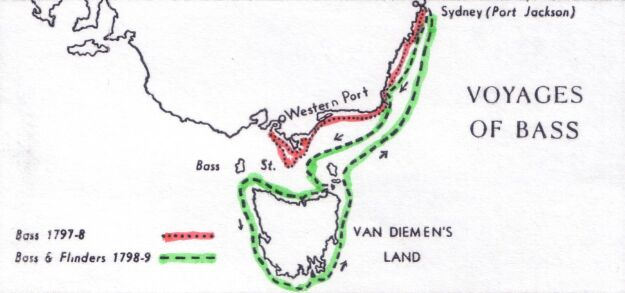
I viaggi di George Bass, da cui l'omonimo stretto prende il nome.
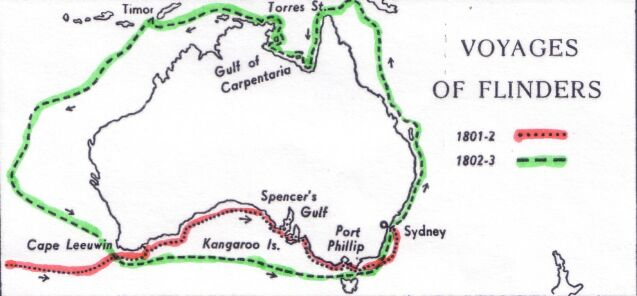
I viaggi di Matthew Flinders.
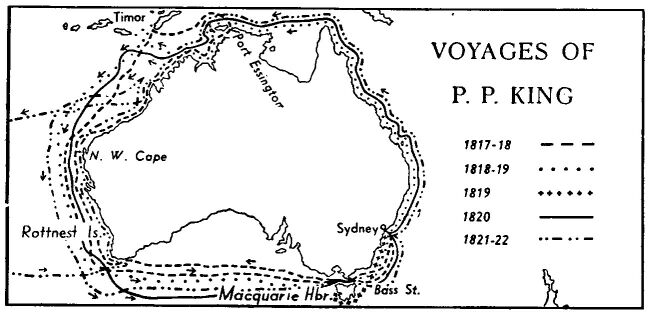
I viaggi di Phillip Parker King intorno all'Australia.

## Esplorazione via terra 1788-1900
Per molti anni, il progetto di espansione da Sydney verso occidente fu ostacolato dalla Grande Catena Divisoria, una grande catena montuosa che separa la costa orientale degli Stati di Queensland e Nuovo Galles del Sud dalla costa meridionale: in particolare, Sydney era circondata dalle Blue Mountains. Il governatore Philip Gidley King le dichiarò invalicabili, ma, ciononostante, Gregory Blaxland guidò una spedizione che le attraversò con successo nel 1813: facevano parte della spedizione William Lawson, William Wentworth e quattro addetti. Questa impresa gettò le basi per numerose piccole spedizioni che vennero intraprese negli anni seguenti.
Negli anni 1829-1830, Charles Sturt effettuò una spedizione di un viaggio verso la foce del fiume Murray. Seguirono il corso del fiume Murrumbidgee fino alla sua confluenza con il Murray e quindi trovarono il punto di confluenza del Murray e del fiume Darling prima di proseguire verso la foce del Murray. Il fatto che il Darling, il Macquarie, il Murray e il Murrumbidgee scorressero verso ovest fece ritenere che l'interno dell'Australia contenesse un mare interno.
Thomas Mitchell, cartografo ed esploratore del Nuovo Galles del Sud, fece un'importante scoperta nel 1836. Guidò una spedizione lungo il fiume Lachlan fino al fiume Murray: quindi si diresse verso la costa meridionale, disegnando la mappa dell'odierno stato della Victoria occidentale. Qui, egli scoprì la più ricca terra da pascolo mai conosciuta a quel tempo, ribattezzandola "Australia Felix": per questa sua scoperta del 1837, divenne Cavaliere.
| Quando    | Chi                                                        | Dove |
| --------- | ---------------------------------------------------------- | --- |
| 1804      | William Paterson                                           | Port Dalrymple, fiume Tamar, fiume North Esk (Tasmania) |
| 1813      | Gregory Blaxland, William Wentworth e William Lawson       | Da Sydney attraversando le Blue Mountains e la Grande Catena Divisoria; prima esplorazione dell'entroterra del Nuovo Galles del Sud                                                                                              |
| 1817-1818 | John Oxley                                                 | Entroterra del Nuovo Galles del Sud; scoperta del fiume Lachlan e del fiume Macquarie |
| 1818      | Charles Throsby, James Meehan, Hamilton Hume e Joseph Wild | Throsby e Wild scoprirono una rotta via terra da Sydney a Jervis Bay tramite il Fiume Kangaroo e il basso fiume Shoalhaven Meehan e Hume risalirono il del fiume Shoalhaven, scoprendo il lago Bathurst e le pianure di Goulburn |
| 1820      | Joseph Wild                                                | Scoprì il lago George |
| 1823      | Mark John Currie, Ovens and Joseph Wild                    | La regione a sud del lago George; scoprì le pianure Isabella (attuale sobborgo di Canberra), disegnò la mappa dell'alto Murrumbidgee e scoprì Monaro                                                                             |
| 1824      | Hume and Hovell expedition                                 | Da Sydney a Geelong; scoprirono il fiume Murray |
| 1828-1829 | Charles Sturt e Hamilton Hume                              | l'area del fiume Macquarie; scoprirono il fiume Darling |
| 1829      | Mark John Currie, James Drummond                           | L'area a sud di Fremantle; esplorarono Rockingham e Baldivis e avvistarono il fiume Serpentine |
| 1829      | Collie e Lieut.Preston                                     | Scoprirono il fiume Harvey, il fiume Collie e il fiume Preston |
| 1829-1830 | Charles Sturt                                              | Seguì il fiume Murrumbidgee; scoprì e ribattezzò il fiume Murray, determinando che i fiumi che scorrevano verso ovest confluivano nel bacino dei fiumi Murray-Darling                                                            |
| 1830      | John Molloy                                                | Fiume Blackwood, Australia Occidentale |
| 1830-1834 | Alfred Bussell e John Bussell                              | Il fiume Blackwood e Vasse, Australia Occidentale |
| 1831      | Robert Dale e George Fletcher Moore                        | L'area del fiume Avon nell'Australia Occidentale |
| 1831      | Collet Barker                                              | Il Monte Lofty e la foce del fiume Murray |
| 1834      | Frederick Ludlow                                           | Da Augusta a Perth; scoprì il fiume Capel |
| 1834-1836 | George Fletcher Moore                                      | Il fiume Avon e il fiume Swan; scoprì che si trattava dello stesso fiume; scoprì una ricca terra da pascolo nei pressi del fiume Moore                                                                                           |
| 1839-1841 | Edward John Eyre                                           | I Monti Flinders e la piana di Nullarbor |
| 1840      | Paweł Edmund Strzelecki                                    | Scalò e diede il nome al Monte Kosciuszko, Nuovo Galles del Sud |
| 1840      | Patrick Leslie                                             | Il fiume Condamine, Nuovo Galles del Sud |
| 1840-1842 | Clement Hodgkinson                                         | Nuovo Galles del Sud nord-orientale, da Port Macquarie a Moreton Bay |
| 1844      | Charles Sturt                                              | Nuovo Galles del Sud nord-occidentale e Australia Meridionale nord-orientale; scoprì e diede il nome al deserto Simpson |
| 1847      | Anthony O'Grady Lefroy e Alfred Durlacher                  | Gingin, Australia Occidentale |
| 1854      | Robert Austin e Kenneth Brown                              | Geraldton, Monte Magnet, fiume Murchison |
| 1858-1860 | John McDouall Stuart                                       | Australia Meridionale nord-occidentale; scoprì fonti d'acqua da usare come basi per successive spedizioni; scoprì e diede il nome al fiume Finke, alla Catena MacDonnell, Tennant Creek                                          |
| 1860      | Robert O'Hara Burke e William John Wills                   | Da Melbourne al golfo di Carpentaria (attraversando l'Australia da sud a nord); determinarono la non esistenza di un mare interno                                                                                                |
| 1897      | Frank Hann                                                 | La regione del Pilbara nell'Australia Occidentale; diede il nome al lago della Delusione |

Altri esploratori via terra (in ordine alfabetico):
- Collet Barker
- John Baxter
- Francis Cadell
- David Carnegie
- Robert Dale
- Henry Dangar
- George Evans
- Edward John Eyre
- Alexander Forrest
- John Forrest
- Alfred Gibson
- Ernest Giles
- William Gosse
- George Goyder
- Augustus Gregory
- George Edward Grey
- John Ainsworth Horrocks
- Frank Hann
- William Hovell
- Edmund Kennedy
- William Landsborough
- William Lawson
- Ludwig Leichhardt
- Patrick Leslie
- Thomas Livingstone Mitchell
- William Paterson
- Charles Sturt
- Watkin Tench
- William Tietkins
- Frederick Walker
- Peter Warburton

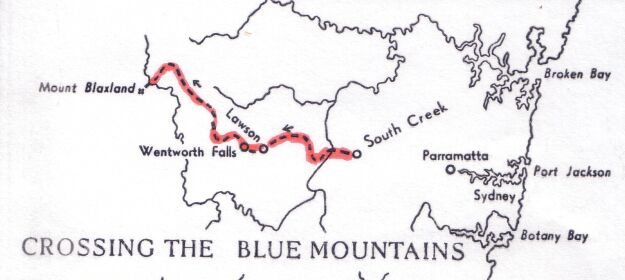
Spedizione di Blaxland per attraversare le Blue Mountains.
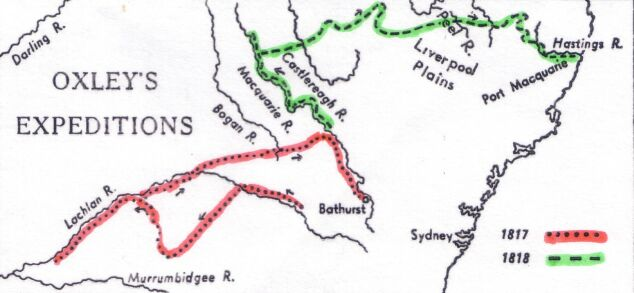
Le spedizioni di John Oxley.
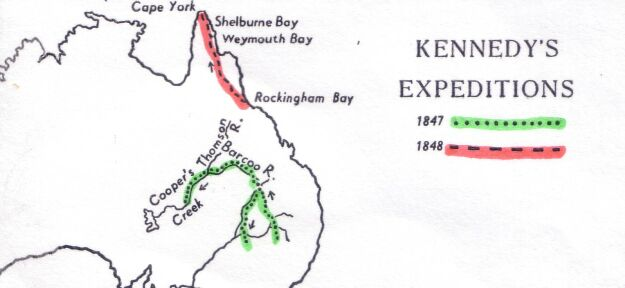
Le spedizioni di Edmund Kennedy nel Queensland.
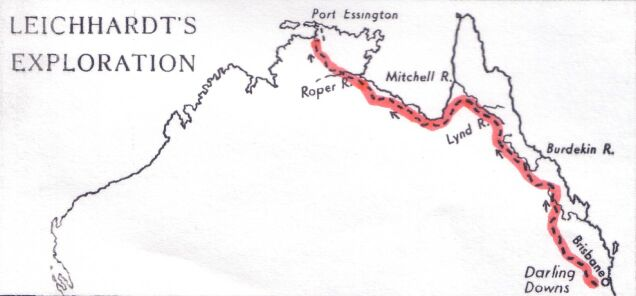
Esplorazione di Ludwig Leichhardt.
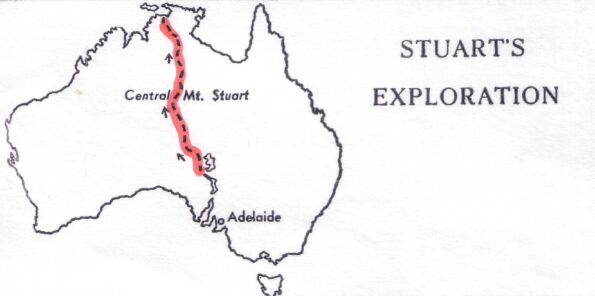
Stuart è stato il primo ad attraversare con successo il Paese da sud a nord.
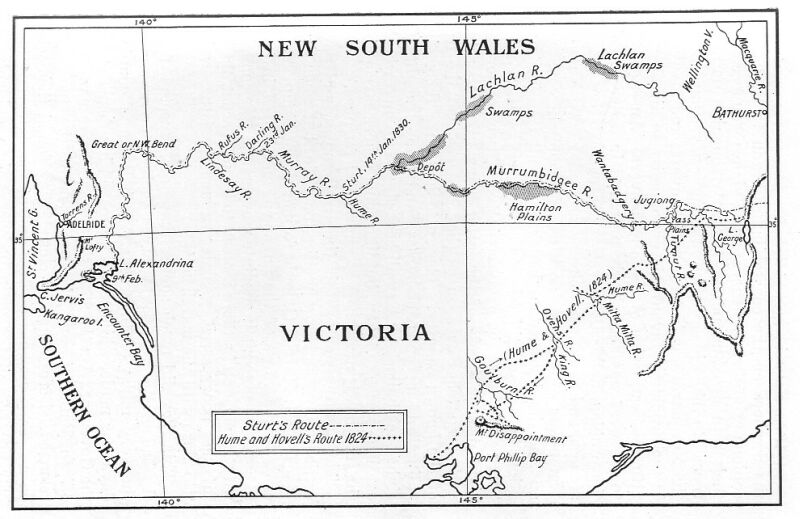
Percorso della spedizione di Sturt e di quella di Hamilton Hume e William Hovell.
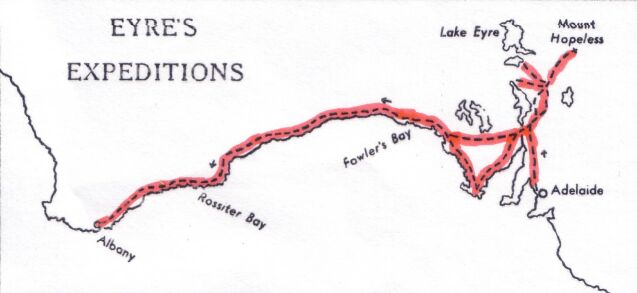
Spedizioni di Edward John Eyre nella piana di Nullarbor e nelle Montagne Flinders.
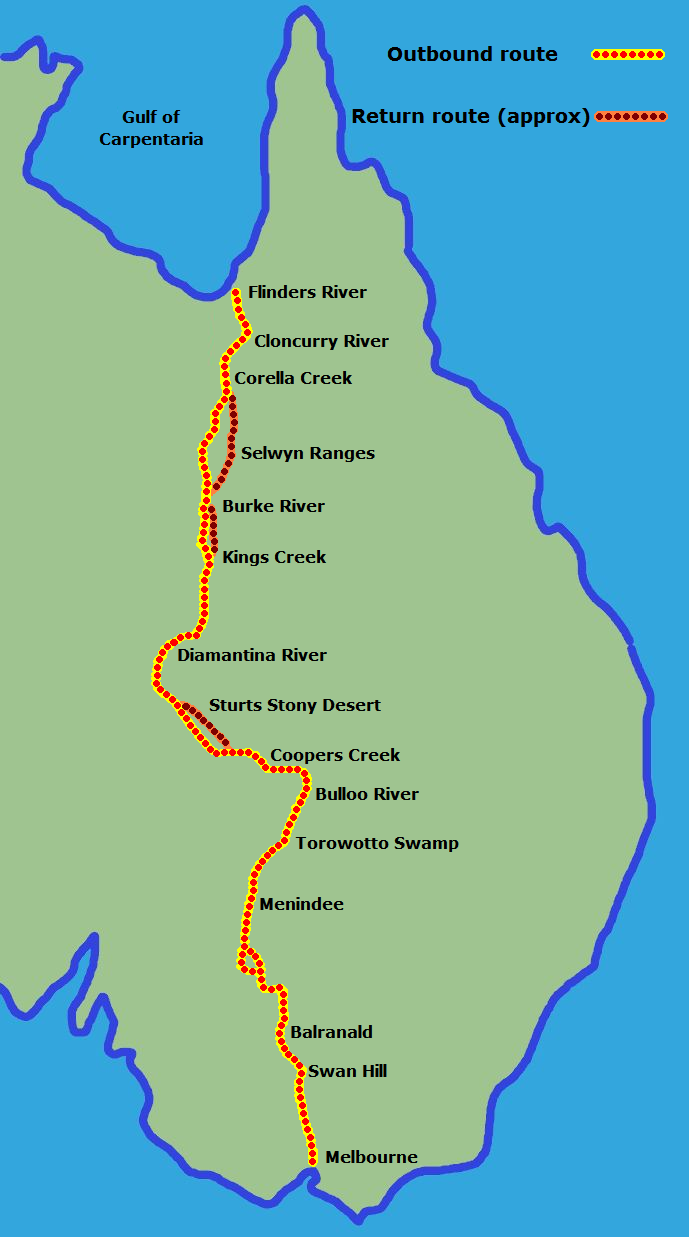
La sciagurata spedizione di Burke e Wills.
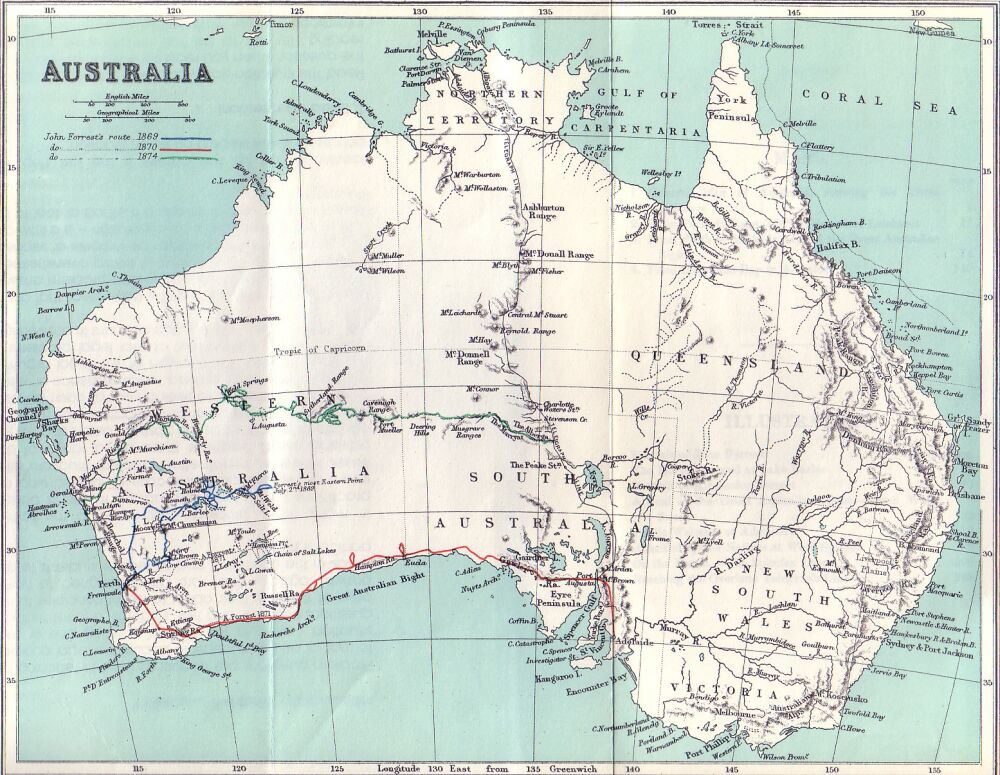
Mappa delle spedizioni di John Forrest.

## Esploratori del XX secolo
A cavallo tra il XIX e il XX secolo, la maggior parte dell'Australia era ormai stata scoperta. Ciononostante, altri esploratori europei effettuarono delle importanti spedizioni nel XX secolo, tra cui:
- Ted Colson (il primo ad attraversare il deserto Simpson nel 1936)
- Cecil Madigan (autore di un'importante spedizione scientifica nel deserto Simpson nel 1939)
- Len Beadell
- Robyn Davidson

## Indigeni australiani che hanno preso parte alle esplorazioni degli europei
Un buon numero di indigeni australiani prese parte alle esplorazioni europee dell'Australia, tra cui:
- Tommy Windich, che accompagnò John Forrest durante la ricerca di Ludwig Leichhardt
- Wylie, che si unì alla spedizione di Eyre attraverso il Nullarbor

## Naturalisti ed altri scienziati
Vi furono numerosi naturalisti e scienziati che presero parte alle esplorazioni europee dell'Australia, tra cui:
- Joseph Banks e Daniel Solander (accompagnarono Cook nella spedizione del 1770)
- Jacques Labillardière (accompagnò Bruni d'Entrecasteaux)
- Allan Cunningham (prese parte alla spedizione di Oxley del 1817)
- John Gilbert prese parte alla spedizione di Leichhardt
- Clement Hodgkinson (anche esploratore in prima persona)
- Ferdinand von Mueller (prese parte alla spedizione di Augustus Gregory
- Jean Baptiste Leschenault de la Tour, François Péron e Charles Alexander Lesueur (presero parte alla spedizione di Baudin del 1801)
- John Lhotsky
- Gerard Krefft
- Olive Pink

## Altri esploratori
- William Patrick Auld
- Francis Barrallier
- James Calvert
- Emily Caroline Creaghe
- Louis de Rougemont
- Hedley Herbert Finlayson
- George Frankland

- John Graham
- Francis Thomas Gregory
- Alfred Howitt
- Robert Logan Jack
- Jackey Jackey
- Alexander William Jardine
- Frank Jardine

- Edmund Lockyer
- Carl Sofus Lumholtz
- John MacGillivray
- W. J. Peasley
- Nicholas Pateshall
- Arthur Bowes Smyth
- Michael Terry

- Frederick Walker
- Warrup
- Lawrence Wells
- William Wentworth
- Tommy Windiitj
- Charles Winnecke